# 11592 Clintkelly
11592 Clintkelly este un asteroid din centura principală de asteroizi.

## Descriere
11592 Clintkelly a fost descoperit pe 23 martie 1995 la Kitt Peak National Observatory în cadrul proiectului Spacewatch. Asteroidul prezintă o orbită caracterizată de o semiaxă mare de 2,23 ua, o excentricitate de 0,14 și o înclinație de 4,0° în raport cu ecliptica.